# Оглоблин, Виктор Дмитриевич
Виктор Дмитриевич Оглоблин (14 мая 1946, СССР — 25 января 2018, Ангарск, Иркутская область, Россия) — советский футболист, нападающий.

## Биография
В начале карьеры выступал за ангарский «Старт», за четыре сезона в классе «Б» забил более 30 мячей. В 1970 году призван на военную службу, которую проходил, выступая за читинский СКА. В конце года был вызван в сборную РСФСР, в её составе в турне по Ближнему Востоку забил 6 голов в шести матчах.
В начале 1971 года перешёл в состав действующего чемпиона страны — московского ЦСКА. Дебютный матч в высшей лиге сыграл 4 апреля 1971 года против ворошиловградской «Зари», вышел на замену на 68-й минуте вместо Александра Кузнецова. Впервые отличился 10 июля 1971 года, сделав дубль в ворота минского «Динамо». 29 сентября 1971 года забил один из голов в матче Кубка чемпионов в ворота «Галатасарая» (3:0), тем самым помог клубу одержать первую в его истории победу в еврокубках. Всего в составе московских армейцев сыграл 15 матчей (4 гола) в чемпионате и 2 матча (1 гол) в еврокубках, также забил 4 гола в первенстве дублёров.
Осенью 1971 года вернулся в Ангарск, выступал за местную команду до конца 1973 года. В дальнейшем выступал во второй лиге за клубы Читы, Новосибирска и Братска.
Скончался 25 января 2018 года в Ангарске на 72-м году жизни после продолжительной болезни.